# Studio Gokumi
Studio Gokumi (Studio 五組) est un studio d'animation japonais fondé en mai 2010 par des anciens employés du studio Gonzo.

## Histoire
Studio Gokumi, qui signifie littéralement « Studio Groupe 5 », a été fondé en mai 2010, après que les membres du Studio numéro 5 de Gonzo ont quitté l'entreprise pour démarrer le leur. Studio numéro 5 était responsable chez Gonzo pour les séries télévisées d'animation Strike Witches et Saki,.
La première production du Studio Gokumi est une original video animation pour Koe de Oshigoto! sortie fin 2010. Au printemps 2011, A Channel est diffusé pour la première fois en tant que première série télévisée d'animation pour le studio. La production de Saki a été reprise par le studio pour la saison Saki: Achiga-hen, diffusée du 9 avril au 2 juillet 2012.

## Productions

### Séries télévisées
| Année   | Titre                                                        | Dates de 1re diffusion | Dates de 1re diffusion | Nb. éps.   | Notes |
| Année   | Titre                                                        | Début                  | Fin                    | Nb. éps.   | Notes |
| ------- | ------------------------------------------------------------ | ---------------------- | ---------------------- | ---------- | --- |
| 2011    | A Channel (ja)                                               | 7 avril 2011           | 23 juin 2011           | 12         | Basée sur le yonkoma manga de bb Kuroda.                                                                              |
| 2012    | Saki: Achiga-hen ~ episode of side-A                         | 8 avril 2012           | 1er juillet 2012       | 16         | Basée sur l'histoire parallèle du manga Saki de Ritz Kobayashi.                                                       |
| 2012    | Kono naka ni hitori, imōto ga iru! (ja)                      | 6 juillet 2012         | 28 septembre 2012      | 12         | Basée sur la série de light novel écrite par Hajime Taguchi et illustrée par CUTEG.                                   |
| 2012    | Oda Nobuna no Yabō                                           | 9 juillet 2012         | 24 septembre 2012      | 12         | Basée sur la série de light novel écrite par Mikage Kasuga et illustrée par Miyama-Zero ; coproduction avec Madhouse. |
| 2013    | Dansai bunri no Crime Edge (ja)                              | 3 avril 2013           | 26 juin 2013           | 13         | Basée sur le manga de Tatsuhiko Hikagi.                                                                               |
| 2013    | Kin-iro Mosaic                                               | 6 juillet 2013         | 21 septembre 2013      | 12         | Basée sur le manga de Yui Hara.                                                                                       |
| 2014    | Saki: Zenkoku-hen                                            | 5 janvier 2014         | 6 avril 2014           | 13         | Troisième série de Saki.                                                                                              |
| 2014    | Atelier Escha & Logy: Alchemists of the Dusk Sky (ja)        | 10 avril 2014          | 26 juin 2014           | 12         | Basée sur le jeu vidéo éponyme développé par Gust et édité par Koei Tecmo Games.                                      |
| 2014    | Yūki Yūna wa yūsha de aru                                    | 17 octobre 2014        | 26 décembre 2014       | 12         | Projet original. |
| 2015    | Hello!! Kin-iro Mosaic                                       | 6 avril 2015           | 22 juin 2015           | 12         | Suite de Kin-iro Mosaic.                                                                                              |
| 2015    | Lance N' Masques                                             | 2 octobre 2015         | 18 décembre 2015       | 12         | Basée sur la série de light novel écrite par Hideaki Koyasu et illustrée par Shino dont le studio en est l'éditeur.   |
| 2016    | Kōkaku no Pandora (ja)                                       | 8 janvier 2016         | 25 mars 2016           | 12         | Basée sur le manga de Kōshi Rikudō selon le concept original de Masamune Shirow ; coproduite avec AXsiZ (ja).         |
| 2017    | Seiren (ja)                                                  | 6 janvier 2017         | 25 juin 2013           | 12         | Projet original ; coproduite avec AXsiZ.                                                                              |
| 2017    | Tsurezure Children                                           | 4 juillet 2017         | 19 septembre 2017      | 12         | Basée sur le yonkoma manga de Toshiya Wakabayashi.                                                                    |
| 2017    | Yūki Yūna wa yūsha de aru: Washio sumi no shō / Yūsha no shō | 7 octobre 2017         | 6 janvier 2018         | 13         | Seconde série de Yūki Yūna servant de préquelle pour la première partie et de suite pour la seconde.                  |
| 2018    | Ramen daisuki Koizumi-san (ja)                               | 4 janvier 2018         | 22 mars 2018           | 24         | Basée sur le manga de Naru Narumi ; coproduite avec AXsiZ.                                                            |
| 2018    | Toji no miko (ja)                                            | 5 janvier 2018         | 22 juin 2018           | 24         | Projet original. |
| 2018    | Tonari no kyūketsuki-san (ja)                                | 5 octobre 2018         | 21 décembre 2018       | 12         | Basée sur le yonkoma manga d'Amatō ; coproduite avec AXsiZ.                                                           |
| 2019    | Endro! (ja)                                                  | 13 janvier 2019        | 31 mars 2019           | 12         | Basée sur la série de light novel écrite par Miya Kazuki et illustrée par Yō Shiina.                                  |
| 2020    | Murenase! Seton Gakuen (ja)                                  | 7 janvier 2020         | 24 mars 2020           | 12         | Basée sur le manga de Naru Narumi.                                                                                    |
| 2020    | Maesetsu! (ja)                                               | 11 octobre 2020        | 27 septembre 2020      | 12         | Projet original ; coproduite avec AXsiZ.                                                                              |
| 2021    | World's End Harem                                            | 2021                   | À venir                | À annoncer | Basée sur le manga écrit par LINK et dessiné par Kotaro Shōno ; coproduite avec AXsiZ.                                |
| À venir | Yūki Yūna wa yūsha de aru: Dai-mankai no shō                 | À venir                | À venir                | À annoncer | Troisième saison de Yūki Yūna wa yūsha de aru.                                                                        |

### Films d'animation
- Laidbackers (ja) (2019)[10]
- Kin-iro Mosaic: Thank You!! (2021, coproduite avec AXsiZ)[11]

### OVA
- Koe de oshigoto! (ja) (2 OAV) (2010–2011)
- A Channel + smile (ja) (3 OAV) (2012–2017)
- Kono naka ni hitori, imōto ga iru! (ja) (1 OAV) (2013)
- Saki Biyori (1 OAV) (2015)
- Kin-iro Mosaic: Pretty Days (1 OAV) (2017)
- Murenase! Seton Gakuen (ja) (1 OAV) (2020)[6]